# سيلين تشارتراند
سيلين تشارتراند هي منافسة ألعاب القوى كندية، ولدت في 26 مايو 1962 في لافال في كندا.

## وصلات خارجية
- سيلين تشارتراند على موقع الاتحاد الدولي لألعاب القوى (الإنجليزية)
- سيلين تشارتراند على موقع اللجنة الأولمبية الدولية (الإنجليزية)
- سيلين تشارتراند على موقع أوليمبيديا (الإنجليزية)
- سيلين تشارتراند على موقع اللجنة الأولمبية الكندية (الإنجليزية)
- سيلين تشارتراند على موقع اتحاد ألعاب الكومنولث (مؤرشف) (الإنجليزية)